# کاریس آرتینگستال
کاریس آرتینگستال (انگلیسی: Karriss Artingstall؛ زادهٔ ۲۳ نوامبر ۱۹۹۴) بوکسور اهل بریتانیا است.